# Shelley Hennig
Pour les articles homonymes, voir Hennig.
Shelley Catherine Hennig (née le 2 janvier 1987 à Destrehan en Louisiane aux États-Unis) est une actrice, mannequin et Miss Teen USA américaine. 
Elle est élue Miss Teen USA à l’âge de 17 ans et entame ensuite une carrière de mannequin.
Elle devient célèbre en tant qu'actrice, en jouant dans les séries télévisés à succès Des jours et des vies, The Secret Circle ou encore Teen Wolf et Dollface.
Présente au cinéma, elle joue notamment les rôles principaux des films d’épouvantes Ouija et Unfriended ainsi que dans la comédie romantique When We First Met.

## Biographie

### Enfance
Ses parents sont Cathy Distefano Gosset et Glenn H. Hennig Sr. Elle a deux frères, Glenn H. Hennig Jr. et Brad Joseph Hennig.
En 2001, elle perd l'un de ses grands-frères, Brad Joseph Hennig, à l'âge de 18 ans des suites d'un accident de la route causé par l'alcool.

### Miss Teen USA
Shelley Hennig est élue Miss Louisiana Teen USA en Louisiane en novembre 2003, à l'âge de 17 ans. C'était la première fois qu'elle participait à un concours de beauté. En août 2004, Shelley participe au concours de beauté Miss Teen USA qui se déroule à Palm Springs en Californie. Elle le gagne et est élue Miss Teen USA 2004, ce qui fait d'elle la première fille originaire de Louisiane à gagner un prix national depuis Ali Landry en 1996. Après avoir été élue Miss Teen USA 2004, Shelley signe un contrat d'un an avec l'agence de mannequin Trump Modeling Management à New York et obtient une bourse pour aller au conservatoire de New York (New York Conservatory for Dramatic Arts (en)) afin d'y étudier l'art dramatique.
En tant que Miss Teen USA, Shelley représente l'Organisation de Miss Univers. Grâce à son titre de Miss Teen USA, Shelley apparaît plusieurs fois à la télévision (publicités, art oratoire...). Elle joue même dans le soap opéra Passions. Son succès en tant que Miss Teen USA s'achève le 8 août 2005, lorsque Allie LaForce est élue Miss Teen USA 2005.

### Éducation et l'aprèsMiss Teen USA2004

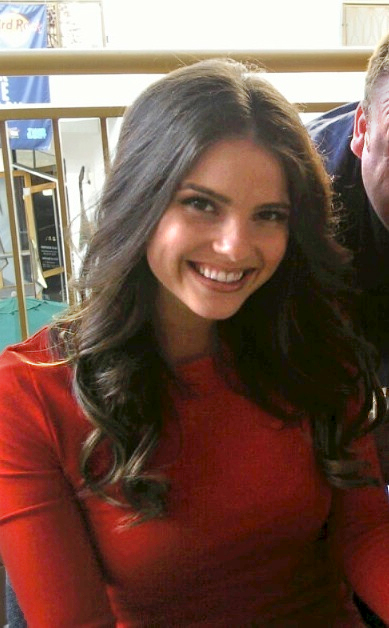
Shelley Hennig en novembre 2009.

Shelley est diplômée du lycée Destrehan High School en Louisiane et est décrite comme étant une « excellente élève ». Elle est une danseuse accomplie et a même remporté plusieurs compétitions de danse. Elle aime aussi écrire et deux de ses poèmes ont été publiés dans le Young Authors Book of Poetry.
Trois ans avant d'être élue Miss Teen USA, un des frères aînés de Shelley se tue dans un accident de voiture alors qu'il roule en état d'ivresse. Shelley commence à militer contre la consommation d'alcool avant 21 ans. Elle travaille ainsi avec plusieurs organisations à but non lucratif locales de Louisiane contre l'alcool et la drogue.
Une fois son succès en tant que Miss Teen USA achevé, Shelley participe à l'émission de télé-réalité After the Crown mais elle est éliminée. Le 16 août 2008, Shelley présente l'édition 2008 de Miss Teen USA avec Seth Goldman.

### Carrière d'actrice

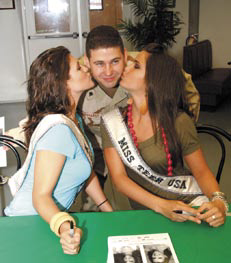
Shelley Hennig (à droite) en compagnie de Chelsea Cooley (à gauche) lors d'une visite au Camp de Guantanamo.

Le 20 avril 2007, elle rejoint le casting de la série télévisée Des jours et des vies dans le rôle de Stephanie Johnson, qui était interprété auparavant par l'actrice Shayna Rose (juillet 2006 à janvier 2007). En 2010 et 2012, elle est nommée aux Emmy Award dans la catégorie « Meilleure jeune actrice dans une série dramatique ».
Le 18 janvier 2011, elle annonce qu'elle compte quitter la série : « Je pense que c'est le moment. Je me suis préparée à dire adieu à la série depuis un moment. Ça va me manquer de ne plus voir tous les autres acteurs mais tout le monde s'est montré tellement encourageant et compréhensif… Je serai éternellement reconnaissante que l'on m’ait donné ce rôle à jouer pendant quatre ans, » déclare-t-elle[Où ?]. 
Durant quatre ans, elle a incarné le personnage de Stephanie Johnson pendant 465 épisodes. Son personnage apparaît pour la dernière fois dans la série le 6 avril 2011.
En septembre 2011, elle incarne Diana Meade, un des six personnages principaux de la série The Secret Circle adaptée du roman écrit par L. J. Smith (l'auteure de Journal d'un vampire, Vampire Diaries) avec Brittany Robertson, Thomas Dekker, Phoebe Tonkin et Jessica Parker Kennedy. Cependant, le 11 mai 2012, The CW annonce que la série a été annulée au terme de sa première saison par manque d'audience.
Elle obtient ensuite le rôle de Malia Tate, l'un des rôles principaux dans la série télévisée américaine Teen Wolf aux côtés de Tyler Posey, Dylan O'Brien et Holland Roden.
En décembre 2014, Shelley fait une apparition dans le clip vidéo du groupe américain The Band Perry - Gentle on My Mind.
Elle reçoit également un Teen Choice Awards en 2016, en tant que meilleure actrice dans une série de l'été pour Teen Wolf, diffusée sur la chaîne MTV. Le 21 juillet 2016, lors du Comic-Con de San Diego, Jeff Davis a annoncé la sixième saison comme étant la dernière de la série, soit après 100 épisodes.
En août 2018, elle obtient un rôle dans la comédie romantique de Netflix When We First Met d'Ari Sandel aux côtés d'Alexandra Daddario, Adam DeVine et Robbie Amell. Le film est disponible depuis le 9 février 2018 sur Netflix. La même année, elle rejoint la distribution du film The After Party (en) de Ian Edelman, une comédie de Netflix aux côtés de Kyle ainsi que plusieurs célébrités Dinah Jane, Wiz Khalifa, French Montana, DJ Khaled, ont des petits rôles.
En 2019, elle obtient un rôle récurrent dans la série Dollface, créée par Jordan Weiss et produite par Margot Robbie. Elle joue aux côtés de Kat Dennings, Brenda Song et Shay Mitchell. La série est diffusée le 15 novembre 2019 sur la plateforme Hulu.

## Filmographie

### Cinéma
- 2014 : Ouija : Debbie Galardi
- 2015 : Unfriended de Levan Gabriadze : Blaire Lily
- 2015 : About Scout : Melinda
- 2015 : Summer of 8 (en) : Lily
- 2017 : L'Affaire Roman J. (Roman J. Israel, Esq.) de Dan Gilroy : Olivia Reed
- 2018 : When We First Met d'Ari Sandel : Carrie
- 2018 : The After Party (en) : Alicia Levine
- 2023 : Teen Wolf: The Movie de Russell Mulcahy : Malia Tate
- 2024 : Teen Wolf: The Movie 2 de Russell Mulcahy : Malia Tate
- 2024 : Cult Killer de Jon Keeyes :  Jamie Douglas

### Télévision

#### Séries télévisées
- 2007-2011 : Des jours et des vies : Stephanie Johnson (468 épisodes)
- 2011-2012 : The Secret Circle : Diana Meade (rôle principal, 22 épisodes)
- 2012 : Friend Me : Isabelle (saison 1, épisode 5)
- 2013 : Justified : Jackie Nevada (saison 4, épisode 7)
- 2013 : Zach Stone Is Gonna Be Famous : Christy Ackerman (rôle récurrent, 4 épisodes)
- 2014 - 2017 : Teen Wolf : Malia Tate (récurrente saison 3, principale saison 4 à 6 - 55 épisodes)

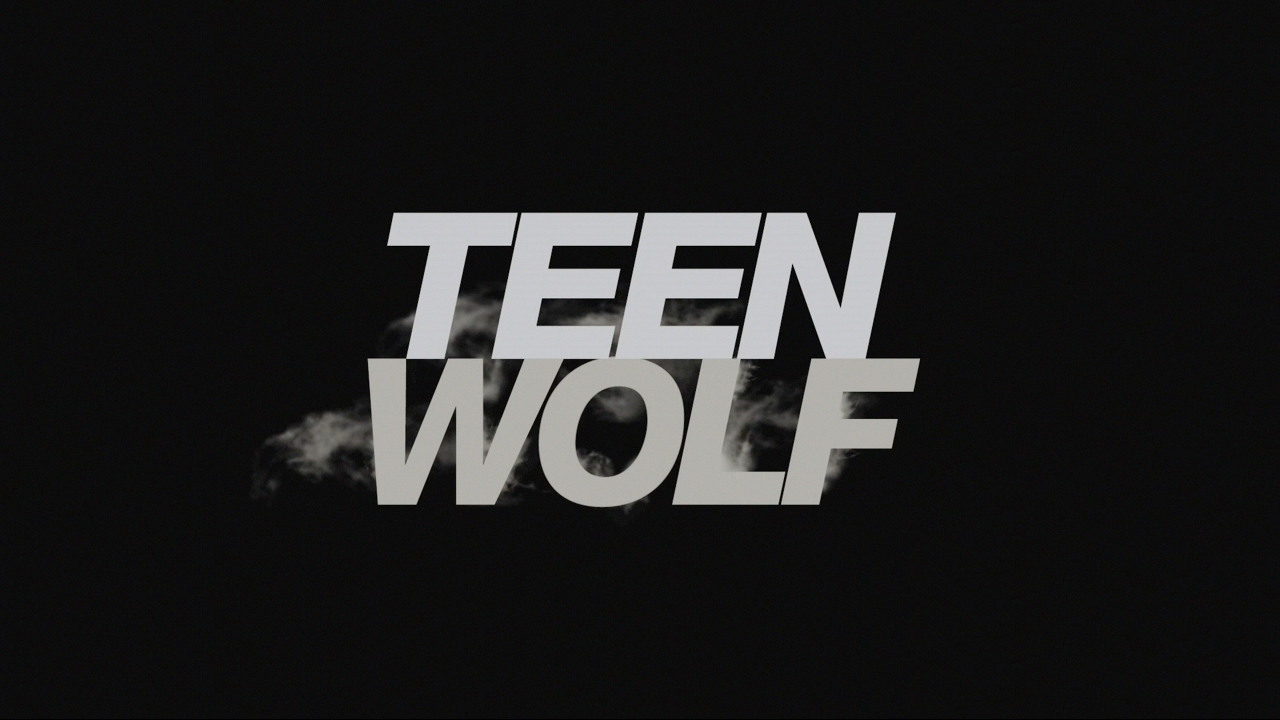

- 2014 : Blue Bloods : Maya (saison 4, épisode 16)
- 2014 : Friends with Better Lives : Molly (saison 1, épisode 6)
- 2018 : Liberty Crossing : Carly Ambrose (8 épisodes)
- 2019-2021 : Dollface : Ramona (personnage récurrent)
- 2021 : Mythic Quest : A.E. Goldsmith (saison 2, épisode 6) / Ginny (saison 2, épisode 7)
- 2022 : La Femme qui habitait en face de la fille à la fenêtre (The Woman in the House Across the Street from the Girl in the Window) (mini-série) : Lisa/Chasteté
- 2023 : Chargés à bloc : Ava Winters (personnage principal)

#### Téléfilms
- 2018 : False Profits de J. Miller Tobin : Hilary Jenkel

## Voix françaises
- Cindy Lemineur dans :
  - Teen Wolf (série télévisée)
  - The After Party
  - Teen Wolf: Le Film

Et aussi
- Philippa Roche dans The Secret Circle (série télévisée)
- Séverine Cayron (Belgique) dans Ouija
- Mélanie Dermont (Belgique) dans Unfriended
- Maia Baran (Belgique) dans When We First Met
- Céline Mauge dans Dollface (série télévisée)
- Céline Melloul dans La Femme qui habitait en face de la fille à la fenêtre (série télévisée)
- Audrey Sourdive dans Chargés à bloc (série télévisée)

## Distinctions
| Année | Cérémonie                             | Catégorie                                                   | Travail Récompensé    | Résultat   |
| ----- | ------------------------------------- | ----------------------------------------------------------- | --------------------- | ---------- |
| 2010  | Gold Derby Awards                     | Meilleure jeune actrice                                     | Des jours et des vies | Nomination |
| 2010  | 37e cérémonie des Daytime Emmy Awards | Meilleure jeune actrice dans une série télévisée dramatique | Des jours et des vies | Lauréat    |
| 2012  | 39e cérémonie des Daytime Emmy Awards | Meilleure jeune actrice dans une série télévisée dramatique | Des jours et des vies | Nomination |
| 2016  | 18e cérémonie des Teen Choice Awards  | Meilleure actrice de l'été                                  | Teen Wolf             | Lauréat    |
| 2017  | 19e cérémonie des Teen Choice Awards  | Meilleure actrice de l'été                                  | Teen Wolf             | Nomination |